# Les Héroïques
Pour plus de détails, voir Fiche technique et Distribution.
Les Héroïques est un film français réalisé par Maxime Roy, sorti en 2021.

## Fiche technique
- Réalisation : Maxime Roy
- Scénario : Maxime Roy et François Créton
- Photographie : Balthazar Lab
- Montage : Nicolas Desmaison et Clément Candelara
- Musique : Pierre Rousseau
- Décors : Karim Lagati
- Costumes : Noémie Veissier
- Production : Alice Bloch, Miléna Poylo et Gilles Sacuto
- Sociétés de production : TS Productions
- SOFICA : Indéfilms 8
- Société de distribution : Pyramide Distribution
- Budget :
- Pays d'origine :  France
- Langue originale : français
- Genre : comédie dramatique
- Durée : 99 minutes
- Dates de sortie : France : 12 juillet 2021 (festival de Cannes 2021)[1], 20 octobre 2021 (sortie nationale)
- Classification :
  - France : Tout publics lors de sa sortie en salles mais déconseillé aux moins de 12 ans à la télévision

## Distribution
Sauf indication contraire, les informations mentionnées dans cette section peuvent être confirmées par la base de données cinématographiques Allociné,  présente dans la section « Liens externes ».
- François Créton : Michel
- Roméo Créton : Léo
- Richard Bohringer : Claude
- Ariane Ascaride : Josiane
- Patrick d'Assumçao : Jean-Pierre
- Clotilde Courau : Hélène
- Clara Ponsot : Lili
- Chad Chenouga : médecin

## Distinctions

### Sélections
- Festival de Cannes 2021 : sélection officielle - séance spéciale
- Festival Films Courts de Dinan 2019 : Le film est l'adaptation du court métrage Beautiful Loser réalisé en 2019 par Maxime Roy. En 2018, le jury présidé par Jean Becker lui remet le Prix du meilleur scénario et le prix d'interprétation à l'acteur principal François Créton[2].